# Sabir Butt
Sabir Butt (* 20. April 1969 in Nairobi, Kenia) ist ein ehemaliger kanadischer Squashspieler.

## Karriere
Sabir Butt spielte ab Ende der 1980er-Jahre auf der PSA World Tour. In seiner Karriere gelangen ihm zwei Turniersiege auf der Tour. Im Januar 1991 erreichte er mit Rang 20 seine höchste Platzierung in der Weltrangliste.
Mit der kanadischen Nationalmannschaft nahm er 1987 und 1989 an der Weltmeisterschaft teil und gehörte 1995 zum kanadischen Kader bei den Panamerikanischen Spielen. Mit der Mannschaft gewann er die Goldmedaille, im Einzel errang er Bronze. 1990 stand er im Hauptfeld der Einzelweltmeisterschaft, wo er in der ersten Runde ausschied. 1992 wurde er Panamerikameister im Einzel. Zwischen 1988 und 1994 wurde er viermal kanadischer Landesmeister.

## Erfolge
- Panamerikameister: 1992
- Gewonnene PSA-Titel: 2
- Panamerikanische Spiele: 1 × Gold (Mannschaft 1995), 1 × Bronze (Einzel 1995)
- Kanadischer Meister: 4 Titel (1988, 1990, 1991, 1994)